# السرديات من النظرية البنيوية إلى المقاربة الثقافية
السّرديات من النظرية البنيوية إلى المقاربة الثقافية،عمل أدبي  للكاتب والناقد سعيد الفلاق  عن دار كتارا للنشر سنة 2023 ويقع الكتاب في 175 صفحة، ويتناول حقل السرديات بصفته العلم الذي يهتم بدراسة وتحليل النص السردي. ويدعو الكاتب في إصداره هذا الى ضرورة «توسيع هذا الحقل ليتجاوز البعد البنيوي أو السرديات البنيوية الكلاسيكية إلى سرديات ثقافيةذ»، ضمن رؤية تهدف إلى «إزالة الحدود، وتجسير الهوة بين المقاربتين».

## محتوى الكتاب
يتكون هذا الكتاب من فصلين: الأول نظري حاول الناقد فيه ضبط مفهوم السرد والسرديات مبرزا مراحل تطور هذه الأخيرة بدءا من الحقبة الكلاسيكية التي تشمل الشكلانية والمدرسة البنيوية، ثم الحقبة ما بعد الكلاسيكية التي تضم تيارات ما بعد الحداثة مثل ما بعد الكولونيالية والدراسات الثقافية. لينتقل بعد ذلك إلى البحث في نشأة الرواية العربية، وتشكّل خطابها مع ظهور الوسائط الجماهيرية، ثم الوسائط المتفاعلة التي قدمت إبدالات معرفية جديدة ساهمت في تطوّر السرد الروائي، والنظرية السردية التي انصرفت في المجمل إلى العناية بثلاثة عناصر: المناص، النص، التناص.
أما الفصل الثاني، فقد خصصه الناقد لدراسة روايتين معاصرتين؛ البيت الأندلسي لواسيني الأعرج، والمغاربة لعبد الكريم جويطي. وقد تناول في هذا الفصل الحكاية السردية في علاقتها بالشخصيات، و بتشكيل الفضاء الروائي، وببنية الزمن السردي، وبالتناص الداخلي والخارجي، وبتفكيك خطاب السلطة، ثم بتناول قضية الهوية الفردية والجمعية.
يقول الكاتب " نخلص في نهاية هذا الكتاب إلى مجموعة من الملاحظات والاستنتاجات التي نُجملها فيما يلي:
ـ أن السرديات مرت بمرحلتين كبيرتين، الأولى كلاسيكية تم فيها تأسيس النظرية السردية في شقها البنيوي، حيث عرفت أوج ازدهارها مع جنيت، ثم مرحلة ثانية صاحبت التحول الذي عرفته المجتمعات في سياق ما بعد الحداثة مع تيارات كثيرة مثل: ما بعد الكولونيالية، والنقد الثقافي، ودراسات التابع، والتفكيكية. عملت هذه التوجهات على فتح النص على السياق الاجتماعي والتاريخي والثقافي، وتوسيع السرديات لتشمل مختلف الأشكال والخطابات الإنسانية.
ـ أنه يمكن مقاربة النص السردي من ثلاث زوايا متداخلة تبدأ بالمناص الذي يدرس العناصر المحيطة بالعمل الإبداعي مثل العنوان، العنوان الفرعي، العناوين البينية، والتصديرات وغير ذلك. ثم الخطاب النصي الذي يتم فيه الانتباه إلى المكونات والعناصر الداخلية التي تجعل من الخطاب خطابا من قبيل: الزمن، الفضاء، الراوي، الشخصيات، الرؤية ... إلخ. قبل أن يأتي التناص ليعيد الاعتبار إلى تداخل النصوص مع بعضها البعض، وإحالتها على الواقع والسياق".(الكتاب)
-ـ أن كلا الروايتين ينفتحان على التاريخ، فرواية البيت الأندلسي تجمع بطريقة متوازية بين المحكي التاريخي والمحكي الروائي بتوظيف تقنية المخطوط. ما يجعلها تنتمي إلى فضاء رواية الميتا-تخييل من خلال خلق سرد كثيف يدفع بظروف الكتابة وسياقاتها لكي تصبح جزءا أصيلا من النص الروائي، وفاعلا أساسيا في تشكيل الحبكة السردية. أما رواية المغاربة، فإنها انبنت على تناوب الرواة، والاهتمام بالمرجعية التاريخية في تفسير الظواهر، وإعادة الحفر في الماضي القريب والبعيد من أجل فهم الحاضر. - حاولنا التأكيد على أهمية التناص في رِفد النص وتعميق انفتاحه على مختلف المرجعيات الثقافية القديمة والحديثة، ورصدنا ذلك بدءا بالعتبات والتصدير والعناوين الداخلية [عناوين دلالية موسيقية، وعناوين كلاسيكية].

## فهرس الكتاب
يتكون الكتاب من فصلين وعشر مباحث هي كالتالي:
الفصل الأول: السرديات والتحليل السردي
- المبحث الأول: مفهوم السرد والسرديات
- المبحث الثاني: من السرديات الكلاسيكية الى السرديات الموسَّعة
- المبحث الثالث: الرواية العربية وإشكالية النشأة..محاولة التركيب
- المبحث الرابع: الرواية العربية وتاريخ الوسائط الجديدة

الفصل الثاني: النص الروائي من البنية إلى الدلالة.. رواية " المغاربة" و" البيت الأندلسي" نموذجا
- المبحث الأول: الشخصيات وتشكيل الحكاية السردية
- المبحث الثاني: الفضاء السردي
- المبحث الثالث: بنية الزمن السردي
- المبحث الرابع: التناص
- المبحث الخامس: السرد وتفكيك خطاب السلطة
- المبحث السادس: الهوية وتجاذبات الأنا والآخر

## السرديات العربية: من البنية إلى الثقافة
يشكّل كتاب السرديات من النظرية البنيوية إلى المقاربة الثقافية للناقد المغربي سعيد الفلاق .مساهمةً نوعية في حقل الدراسات السردية العربية، وذلك من خلال تقديم رؤية منهجية مزدوجة تربط بين المقاربات البنيوية الكلاسيكية ومفاهيم النقد الثقافي وما بعد الكولونيالية. ينطلق المؤلف من مسلمة مركزية مفادها أن السرديات لم تعد حكراً على الدراسة الشكلية المغلقة للنص، كما ساد عند منظّري البنيوية أمثال تودوروف وجيرار جنيت ، بل بات من الضروري تجاوز هذا التصور نحو انفتاح على الحقول الاجتماعية والتاريخية والثقافية للنص السردي. يمثّل هذا الكتاب جهدًا في توسيع دائرة السرديات من مجال ضيّق يحكمه التحليل البنيوي الصارم إلى أفق أكثر رحابة، يأخذ بعين الاعتبار السياقات الخطابية والإيديولوجية والتاريخية، كما تجلّى ذلك في نقد التابع  والنقد ما بعد الكولونيالي. وعلى هذا الأساس، يسعى الفلاق إلى تبيئة هذه التصورات ضمن المتن السردي العربي، عبر قراءة تطبيقية لروايتي البيت الأندلسي لواسيني الأعرج، والمغاربة لعبد الكريم جويطي، بما يعكس حيوية النص الروائي وقدرته على التعبير عن قضايا الهوية والسلطة والتاريخ.
يبرُز في هذا العمل أيضاً اهتمام خاص بظاهرة التناص في مستوياتها الداخلية والخارجية، واستدعاء المرجعيات التراثية والعالمية، من العتبات النصية إلى البنية الزمنية وتعدد الرواة. كما يتضمن الكتاب إحالة على تحولات السرد في ظل الوسائط التفاعلية المعاصرة، وهو حقل لا يزال يعاني من ضعف التناول في النقد العربي. ومن خلال هذه الأطروحة المركّبة، يقترح الفلاق إطاراً متداخلاً ومفتوحاً للتحليل السردي، يتوزع بين دراسة المناص، وتحليل البنية السردية، وقراءة التناص، في انسجام مع توجهات النقد الأدبي الحديث. ويقدّم الكتاب بذلك نموذجاً نقدياً راهنًا يسهم في تطوير أدوات التحليل السردي العربي، ويفتح أفقاً معرفياً جديداً يزاوج بين الموروث السردي العربي ومفاهيم النقد المعولم.